# Zegriades aurovirgatus
Zegriades aurovirgatus là một loài bọ cánh cứng trong họ Cerambycidae.